# IC 492
IC 492 — галактика типу SBbc (компактна витягнута галактика) у сузір'ї Рак.
Цей об'єкт міститься в оригінальній редакції індексного каталогу.